# Henry Proctor (British Army)
Pour les articles homonymes, voir Henry Proctor.
Henry Patrick Procter ou Proctor (né en 1763 – mort le 31 octobre 1822) est un major-général britannique ayant servi au Canada lors de la Guerre anglo-américaine de 1812. Il est surtout connu pour avoir été le commandant défait de manière décisive en 1813 par les Américains et ayant perdu aux mains de ces derniers l'ouest de l'Ontario. L'histoire retient de Procter un dirigeant inepte se référant textuellement aux procédures.

## Biographie
Procter naît en Irlande. Son père, Richard Procter, est un chirurgien dans la British Army.
Henry Procter commence sa carrière militaire à l'âge de 18 ans comme enseigne du 43e régiment terrestre en avril 1781. Il sert comme lieutenant à New York lors des derniers mois de la Guerre d'indépendance des États-Unis.
Procter se marie en Irlande en 1792, la même année qu'il est nommé captain. Trois ans plus tard, il est promu major, puis lieutenant-colonel en octobre 1800. Il a le commandement du 1er bataillon du 41e régiment (en).
Procter rejoint son régiment au Bas-Canada en 1802. Il sert au Canada au cours des dix années suivantes.